# Interaktionsprozessanalyse
Die Interaktionsprozessanalyse (IPA) ist ein in der Mitte des 20. Jahrhunderts von Robert Freed Bales entwickeltes Instrument zur Beobachtung von Interaktionsprozessen in sozialen Kleingruppen.
Die IPA wurde von Bales in seinem 1950 veröffentlichten, auf langjährigen Studien beruhenden Buch Interaction Process Analysis erstmals vorgestellt. Das theoretisch fundierte Kategoriensystem, mit dem eine Vielzahl von Interaktionsprozessen systematisch und simultan erfasst werden kann, fand in der Kleingruppenforschung internationale Anerkennung und wurde vielfach genutzt und weiterentwickelt. Bales selbst entwickelte in den 1970er Jahren ein dreidimensionales  Analysemodell, bei dem neben den beiden IPA-Dimensionen  „Aufgabenorientierung“ und „Sozio-emotionale Orientierung“ als zusätzliche Dimension der Grad an Einflussnahme von Gruppenteilnehmern berücksichtigt wird. Dieses weiterentwickelte Modell bildete die Grundstruktur seines theoretisch und instrumentell ergänzten und empirisch untermauerten Symlog-Modells, das 1979 vorgestellt wurde.

## Kurzbeschreibung
Bei der IPA werden zwei bipolare Dimensionen unterschieden:
- instrumentale/aufgabenorientierte Interaktionen   (Fragen – Antworten)
- sozio-emotionale Interaktionen (positiv – negativ)

Diesen beiden Dimensionen sind jeweils 3 Problembereiche zugeordnet:
| Instrumental/Aufgabenorientiert      | Sozio-emotional                                   |
| Orientierung – Bewertung – Kontrolle | Entscheidung – Spannungsbewältigung – Integration |

Es ergeben sich 12 Kategorien, mit denen das Interaktionsverhalten der Gruppenteilnehmer signiert wird:
| Sozio-emotional: positiv                | 1. Zeigt Solidarität                     |
|                                         | 2. Zeigt Spannungsreduktion              |
|                                         | 3. Stimmt zu                             |
| Instrumental: Antworten/Lösungsversuche | 4. Macht Vorschläge                      |
|                                         | 5. Vermittelt Meinung                    |
|                                         | 6. Vermittelt Information                |
| Instrumental: Fragen                    | 7. Bittet um Orientierung                |
|                                         | 8. Bittet um Meinung                     |
|                                         | 9. Bittet um Vorschläge                  |
| Sozio-emotional: negativ                | 10. Stimmt nicht zu/Widerspricht         |
|                                         | 11. Zeigt Anspannung                     |
|                                         | 12. Zeigt sich feindselig/antagonistisch |

Die gewonnenen Daten können in vielerlei Hinsicht ausgewertet werden. So können z. B. Profile entwickelt werden sowohl für das Interaktionsverhalten eines einzelnen Gruppenmitglieds, als auch für die Beziehungen zwischen Gruppenmitgliedern. Besonders häufige oder seltene Handlungen können identifiziert werden und auch als Handlungssequenzen im Zusammenhang mit vorherigen und nachfolgenden Aktionen analysiert werden.